# Opere idrauliche

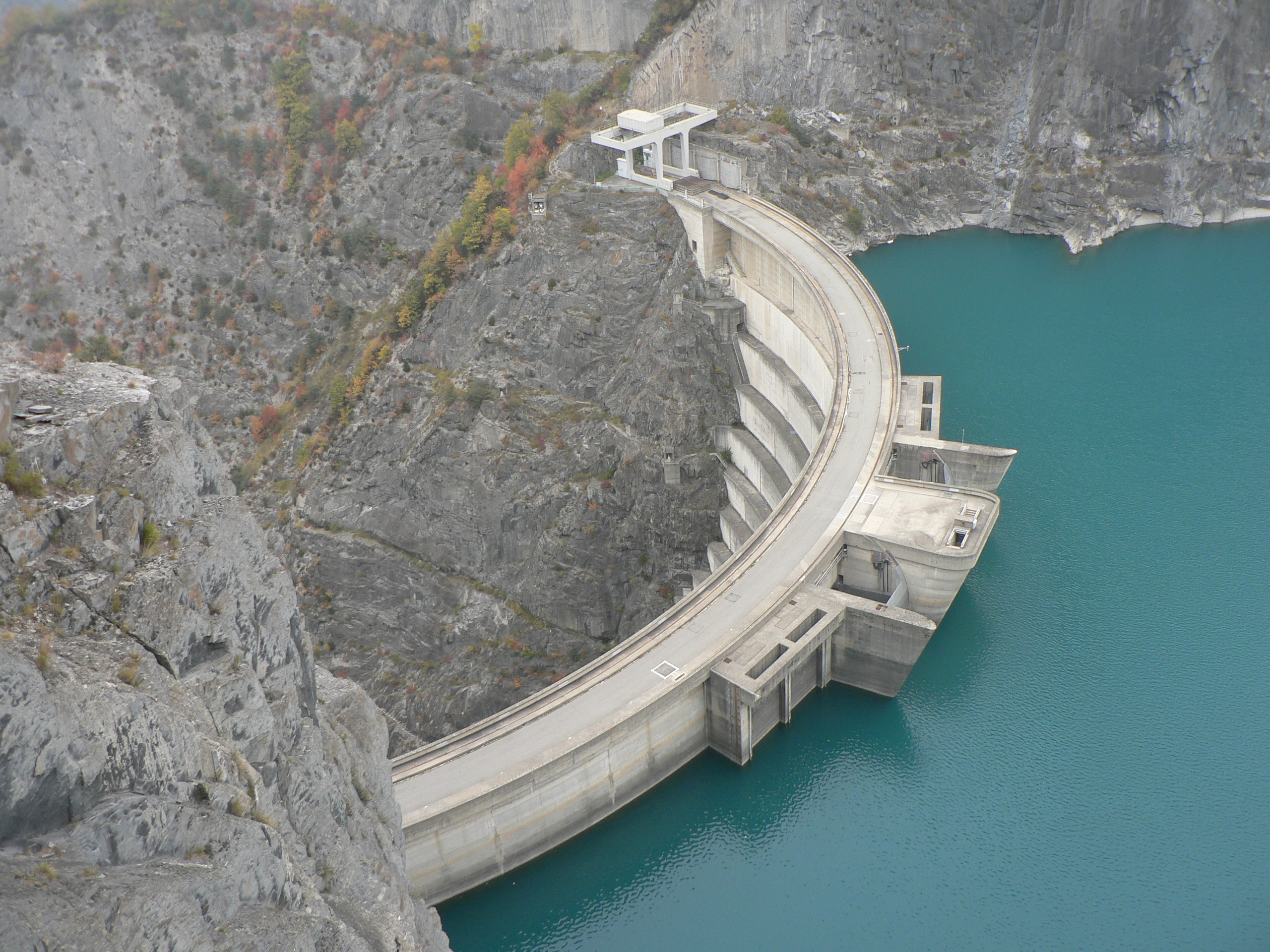
Diga ad arco a Monteynard (Isère, Francia)

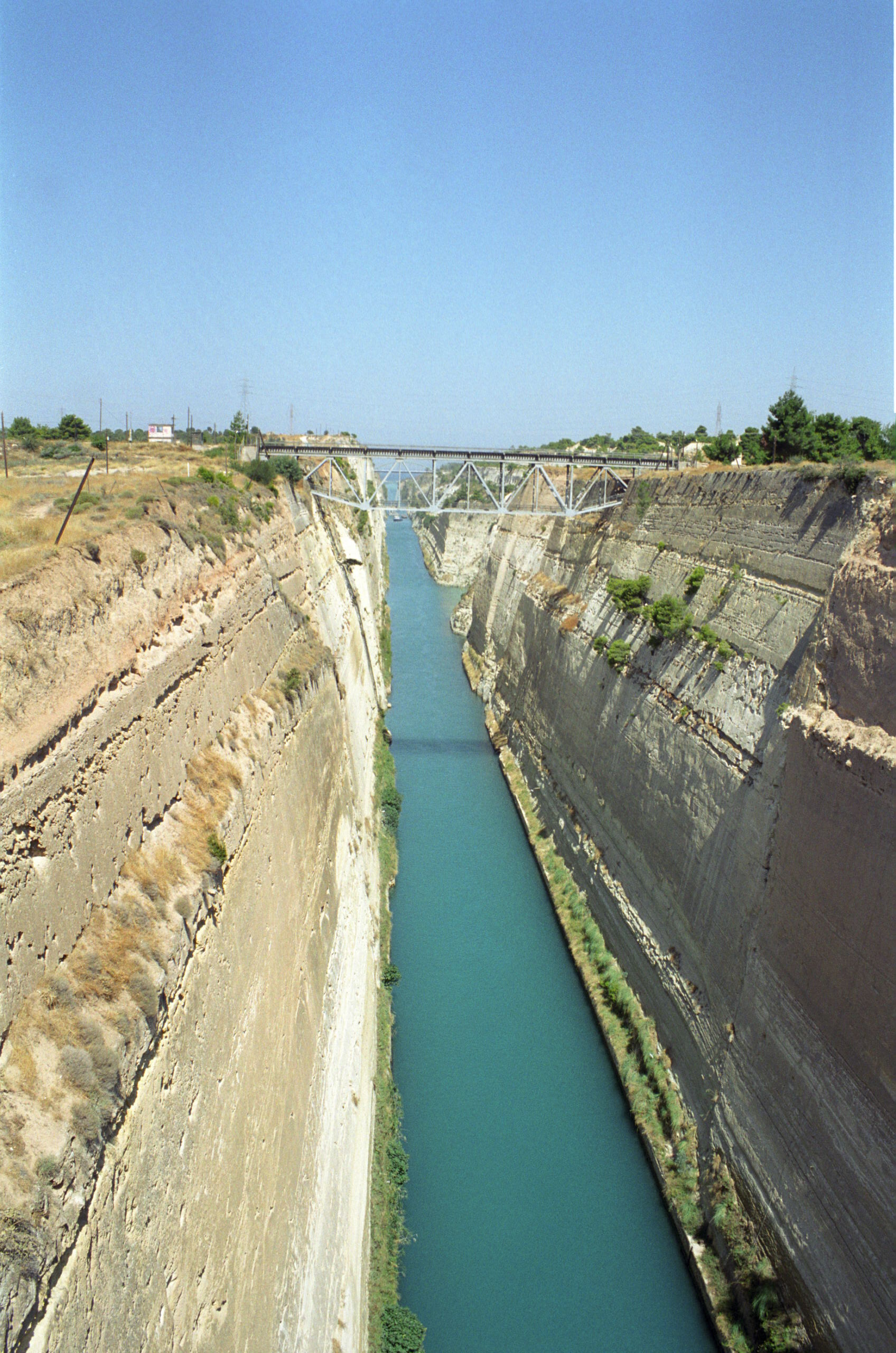
Il Canale di Corinto (Grecia)

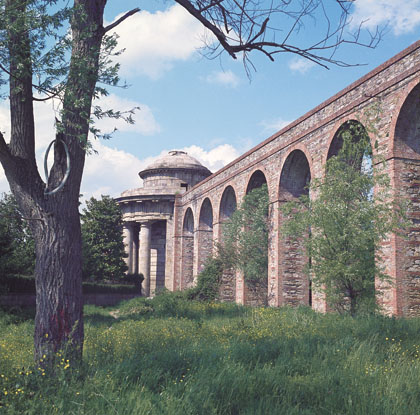
L'acquedotto di Lorenzo Nottolini (Lucca, Italia).

Le opere idrauliche sono strutture parzialmente o totalmente sommerse dall'acqua, associate ad un corpo idrico e costruite con lo scopo di contenere, indirizzare o interrompere il naturale flusso dell'acqua.  Possono essere costruite in fiumi, mari o in qualsiasi altro corpo idrico.
Sono opere idrauliche strutture come pozzi, acquedotti, idrovore, dighe e canali artificiali.

## Regolamentazione
A seconda dei paesi le opere idrauliche possono avere diverse regolamentazioni e definizioni di dettaglio.

### Italia
In Italia sono disciplinate dal regio decreto 25.07.1904 n° 523 che approva il "Testo unico delle disposizioni di legge intorno alle opere idrauliche delle diverse categorie".
Sono classificate in cinque diverse categorie in base alla loro natura ed importanza.
In seguito all'entrata in vigore del Capo I della legge 15 marzo 1997, n° 59 (Bassanini) e del D.Lgs. 31 marzo 1998, n° 112 in materia di decentramento amministrativo, la gestione delle opere idrauliche è stata conferita alle regioni.

### Spagna
In Spagna le opere idrauliche sono regolamentate dal Real Decreto Legislativo 1/2001, de 20 de julio, por el que se aprueba el texto refundido de la Ley de Aguas, che le definisce come Costruzioni con natura di immobile destinate alla captazione, estrazione, dissalazione, immagazzinamento, regolazione, conduzione, controllo e approvvigionamento di acqua, come pure alla sanificazione, depurazione,  trattamento e riutilizzo  de las della acque reflue, e quelle che abbiano come scopo la ricarica artificiale degli acquiferi, l'azione sui letti dei fiumi, la correzione dei regimi fluviali e la protezione spondale.

## Organismi sovranazionali
A livello sovranazionale si occupa di opere idrauliche un comitato costituito all'interno dello IAHR (International Association for Hydro-Environment Engineering and Research). L'organismo cura in particolare il monitoraggio delle opere già esistenti, la progettazione di nuove opere a basso impatto ambientale, la ricerca e la formazione in materia e la cooperazione internazionale.